# 周亨河
周亨河，也称周湾河，位于中华人民共和国广东省阳江市阳东区境内，是那龙河右岸支流，发源于阳东区北部大八镇七星根村以北大八沙朗珠环山脉马骝岭，蜿蜒向南流经塘底村、井岗村，过河垌村转东流，经周亨村、那龙镇亨洞村、那栋村等地，于东园村以南汇入那龙河。河长29千米，流域面积129平方千米。